# Croton vulpinus
Croton vulpinus är en törelväxtart som beskrevs av Sessé och José Mariano Mociño. Croton vulpinus ingår i släktet Croton och familjen törelväxter. Inga underarter finns listade i Catalogue of Life.